# Гайворонківська сільська рада
Га́йворонківська сільська́ ра́да — адміністративно-територіальна одиниця та орган місцевого самоврядування в Теребовлянському районі Тернопільської області до вересня 2015 року. Адміністративний центр — село Гайворонка.

## Загальні відомості
- Гайворонківська сільська рада утворена в 1939 році.
- Територія ради: 3,373 км²
- Населення ради: 508 осіб (станом на 2001 рік)
- Територією ради протікає річка Стрипа.

## Населені пункти
Сільській раді були підпорядковані населені пункти:
- с. Гайворонка

## Склад ради
Рада складалася з 12 депутатів та голови.
- Голова ради: Мацала Богдан Тарасович
- Секретар ради: Романська Світлана Йосипівна

### Керівний склад попередніх скликань
| Прізвище, ім'я, по батькові | Основні відомості                                                               | Дата обрання | Дата звільнення |
| --------------------------- | ------------------------------------------------------------------------------- | ------------ | --------------- |
| Дорчак Ольга Омелянвна      | Сільський голова, 1956 року народження, член Української Народної Партії        | 26.03.2006   | 31.10.2010      |
| Дорчак Ольга Омелянівна     | Сільський голова, 1956 року народження, освіта середня спеціальна, позапартійна | 31.10.2010   | 11.12.2011      |
| Мацала Богдан Тарасович     | Сільський голова, 1983 року народження, освіта вища, безпартійний               | 11.12.2011   |                 |

Примітка: таблиця складена за даними сайту Верховної Ради України

### Депутати
За результатами місцевих виборів 2010 року депутатами ради стали:

#### За суб'єктами висування
| Суб'єкт висування | Кількість обраних депутатів | %   |
| ----------------- | --------------------------- | --- |
| Самовисування     | 12                          | 100 |

#### За округами
| № округу | Прізвище, ім'я, по батькові  | Дата визнання обраним | Освіта             | Партійна приналежність | Відомості про обраного депутата                         |
| -------- | ---------------------------- | --------------------- | ------------------ | ---------------------- | ------------------------------------------------------- |
| 1        | Семчій Надія Мирославівна    | 01.11.2010            | середня спеціальна | позапартійна           | тимчасово не працює                                     |
| 2        | Явний Михайло Миронович      | 01.11.2010            | вища               | позапартійний          | ПП «Альма-Віта», компресорщик                           |
| 3        | Мацала Віра Богданівна       | 01.11.2010            | вища               | позапартійна           | Гайворонківська загальноосвітня школа І-ІІ ст., вчитель |
| 4        | Куриба Іван Петрович         | 01.11.2010            | середня            | позапартійний          | ЦПО № 1 м. Тернопіль, студент                           |
| 5        | Трач Людмила Зеновіївна      | 01.11.2010            | середня спеціальна | позапартійна           | Відділення зв'язку с. Вишнівчик, листоноша              |
| 6        | Бочан Богдан Йосипович       | 01.11.2010            | вища               | позапартійний          | приватний підприємець                                   |
| 7        | Романська Світлана Йосипівна | 01.11.2010            | вища               | позапартійна           | Гайворонківська сільська рада, секретар                 |
| 8        | Сушевський Юрій Ігорович     | 01.11.2010            | середня спеціальна | позапартійний          | «БУ» Опорядбуд м. Тернопіль, робітник                   |
| 9        | Галаван Любов Євстахівна     | 01.11.2010            | середня спеціальна | позапартійна           | Долинське ТРО, продавець                                |
| 10       | Яєчник Ігор Володимирович    | 01.11.2010            | незакінчена вища   | позапартійний          | НПУ ім. Гнатюка м. Тернопіль, студент                   |
| 11       | Галаван Роман Орестович      | 01.11.2010            | вища               | позапартійний          | ДАІ з ОАТ Бучацького району, інспекторз адмін.практики  |
| 12       | Бабій Іван Михайлович        | 01.11.2010            | незакінчена вища   | позапартійний          | НТУ ім. Пулюя, студент                                  |